# Lisimaco di Alessandria
Lisimaco di Alessandria (in greco antico: Λυσίμαχος?; Alessandria d'Egitto, II secolo a.C. – I secolo a.C.) è stato un mitografo e grammatico greco antico.

## Biografia e opere minori
Di Lisimaco sappiamo solo che fu un grammatico alessandrino e sicuramente anteriore a Giuseppe Flavio, che lo cita come autore di opere mitografiche e di un Sull'Egitto. Lo si può, tra l'altro, situare all'inizio del II secolo a.C. in quanto egli cita Mnasea di Patre, autore fiorito tra il 200 e il 175 a.C.
Tra i pochi frammenti pervenutici, specie negli scolii, risulta che avesse scritto due opere mitografiche, Sulle meraviglie dei Tebani (probabilmente in tre libri) e Nostoi (I ritorni), un trattato polemico-erudito Sui plagi di Eforo (di cui resta solo il titolo).

## Sull'Egitto
Giuseppe cita Lisimaco come autore di un'opera Sull'Egitto e come scrittore ancora meno fededegno, riguardo alle origini del popolo ebraico, di Manetone e Cheremone.
Secondo la versione di Lisimaco, infatti, nel regno di Boccori, re d'Egitto, gli Ebrei, afflitti dalla lebbra e dallo scorbuto, si rifugiarono nei templi. Una carestia si diffuse in tutto l'Egitto, e un oracolo di Ammone informò il faraone che il fallimento dei raccolti poteva essere evitato solo espurgando i templi dalle persone impure, conducendole fuori nel deserto e annegando coloro che erano afflitti dalla lebbra.
Dopo che i lebbrosi furono annegati, gli altri, in numero di 110.600, furono esposti nel deserto per morireː un certo Mosè, tuttavia, consigliò loro di procedere fino a raggiungere il paese abitato più, educandoli a mostrare ostilità a tutti, a non offrire il meglio, ma il peggiore consiglio, e a distruggere tutti i templi che trovarono. Quando arrivarono nel paese, ora chiamato Giudea, costruirono una città chiamata Hierosyla ("città dei ladri di templi") e, in un secondo momento, per evitare ingiurie, la chiamarono Hierosolyma.